# Stefan Petrow
Stefan Petrow (bułg. Стефан Петров; ur. 19 maja 1936 w Mirowie) – bułgarski zapaśnik walczący w stylu klasycznym. Olimpijczyk z Meksyku 1968, gdzie zajął szóste miejsce w kategorii plus 97 kg.
Wicemistrz świata w 1969; czwarty w 1970; szósty w 1967. Czwarty na mistrzostwach Europy w 1966 roku.